# Zabranjeno plakatirati
Zabranjeno plakatirati (srbohrvaško Prepovedano plakatirati) je drugi glasbeni album slovenske avantgardne rock skupine Buldožer, izdan leta 1977 pri založbi Helidon. Album, ki traja malo več kot 30 minut, se kljub dolžini obravnava kot album in ne kot EP. Leta 1991 je pri Dallas Records izšel ponovno v obliki CD-ja.

## Seznam pesmi
Vse pesmi so napisali Marko Brecelj, Boris Bele, Uroš Lovšin in Borut Činč. Avtorja besedil sta navedena v oklepajih.
A stran
1. »Ne brini, mama« (Bele) – 6:51
2. »Dobro jutro madam Jovanović« (Brecelj) – 9:15

B stran
1. »Helga« (Brecelj) – 3:42
2. »Jeste li vidjeli djevojčice?« (Brecelj, Bele) – 6:41
3. »Doktore pomozite« (Brecelj, Bele) – 3:46

## Zasedba

### Buldožer
- Marko Brecelj – glavni vokal
- Boris Bele – vokal, kitara
- Uroš Lovšin – kitara
- Tone Dimnik – bobni
- Vili Bertok – bas kitara
- Borut Činč – klaviature

### Ostali
- Slavko Furlan – oblikovanje naslovnice
- Ištvan Tibai – snemanje, miksanje